# The Crogmere Ruby
The Crogmere Ruby è un cortometraggio muto del 1915 diretto da Ernest C. Warde.

## Produzione
Il film fu prodotto dalla Thanhouser Film Corporation.

## Distribuzione
Distribuito dalla Mutual Film, uscì nelle sale cinematografiche USA il 15 agosto 1915.